# Coming of Age (serie televisiva)
Coming of Age  è una serie televisiva britannica in 23 episodi trasmessi per la prima volta nel corso di 3 stagioni dal 2007 al 2011.

## Trama
Cinque studenti, Jas, Ollie, Matt, Chloe e DK, frequentano il Wooton College di Abingdon, e spesso si ritrovano in un pub.

## Personaggi e interpreti
- Matt (23 episodi, 2007-2011), interpretato da Tony Bignell.
- DK (23 episodi, 2007-2011), interpretato da Joe Tracini.
- Chloe (22 episodi, 2008-2011), interpretata da Anabel Barnston.
- Jas (22 episodi, 2008-2011), interpretato da Hannah Job.
- Ollie (22 episodi, 2008-2011), interpretata da Ceri Phillips.
- Preside (19 episodi, 2008-2011), interpretato da Ellen Thomas.
- Mr. De Wilde (11 episodi, 2010-2011), interpretato da Matthew Earley.
- Robyn (8 episodi, 2011), interpretata da Minnie Crowe.

## Produzione
La serie, ideata da Tim Dawson, fu prodotta da British Broadcasting Corporation e girata ad Abingdon in Inghilterra. Le musiche furono composte da Kate Goes.

### Registi
Tra i registi sono accreditati:
- Nick Wood in 8 episodi (2010)
- Ed Bye in 8 episodi (2011)
- David Sant in 7 episodi (2007-2008)

### Sceneggiatori
Tra gli sceneggiatori sono accreditati:
- Tim Dawson in 23 episodi (2007-2011)

## Distribuzione
La serie fu trasmessa nel Regno Unito dal 27 maggio 2007 all'8 marzo 2011  sulla rete televisiva BBC Three.

## Episodi
| Stagione         | Episodi | Prima TV Regno Unito |
| ---------------- | ------- | -------------------- |
| Prima stagione   | 6       | 2007 (pilot)-2008    |
| Seconda stagione | 8       | 2010                 |
| Terza stagione   | 8       | 2011                 |